# 紺野けい子
紺野 けい子（こんの けいこ、4月1日 - ）は、日本の漫画家。埼玉県出身。血液型はA型。
代表作は『可愛いひと』（ビブロス刊）、『愛の言霊』（フロンティアワークス刊）。

## 概要
ボーイズラブ (BL) だけではなく、ティーンズラブ (TL) 、少女漫画と幅広く活躍し、同人活動も行っている（現在休止中、再開予定なし）。
2008年3月現在「愛の言霊〜一身上の都合で」をBL雑誌『Daria』（フロンティアワークス刊）で連載中の他、BL小説の挿絵、TL雑誌『恋愛白書パステル』（宙出版刊）の表紙を描いている。

## 経歴
- 1996年 - 『SLAM DUNK』同人アンソロジー『Dunk3 (3) 』（ふゅーじょんぷろだくと刊）に「時の過ぎゆくままに」を掲載。
  - 同年『働く男』（桜桃書房刊）に掲載の「境界線の向こう側」でデビュー。
- 2007年 - 『愛の言霊』が映画化。
- 2010年 - 『愛の言霊』1巻に収録されている「世界の果てまで」が『愛の言霊〜世界の果てまで〜』として映画化。

## 作品一覧

### 漫画
- ハンター型恋愛入門講座（1999年4月25日、桜桃書房）
- コンビニ（2000年1月22日、オークラ出版）
- 愛の言霊（2000年8月20日、ムービック）
- 愛の言霊 2（2002年1月20日、ムービック）
- 可愛いひと（2000年10月10日、ビブロス）
- 可愛いひと 2（2003年8月10日、ビブロス）
- Love Me Thru The Night（2001年11月9日、大洋図書）
- 接吻修行（2002年4月10日、ビブロス）
- 勝手にしやがれ (1) （2002年11月21日、秋田書店）
- 勝手にしやがれ (2) （2003年9月4日、秋田書店）
- 君の名はスター☆（2004年8月20日、フロンティアワークス）
- 可愛いひと（2007年9月10日、リブレ出版）
- 少女漫画家の恋（2007年12月10日、リブレ出版）
- 紺野けい子初期作品集 上巻（2007年12月15日、エンターブレイン）
- 紺野けい子初期作品集 下巻（2007年12月15日、エンターブレイン）

#### 単行本未収録
- ごめんネ、先生（『BE×BOY GOLD』ビブロス、リブレ出版）
- 愛の言霊〜一身上の都合で（『Daria』連載中、フロンティアワークス）
- 東京ミチカ（『FEEL YOUNG』掲載）
- 月光ドライブ（『FEEL YOUNG』掲載）

### ドラマCD
- 可愛いひと（2004年5月29日、ムービック）
- 夜ごとの花（2004年7月15日、原作：高岡ミズミ、リーフ）
- 花のように愛は降る（2005年3月15日、原作：高岡ミズミ、リーフ）
- ラブミースルーザナイト（2008年6月、モモアンドグレープス・エンターブレイン）

### 映画
- 愛の言霊（2007年10月27日）
- 愛の言霊〜世界の果てまで〜（2010年8月7日）

### DVD
- ありのままの僕ら メイキング オブ 愛の言霊（2007年10月24日）
- 愛の言霊（2008年1月25日）
- 愛の言霊〜世界の果てまで〜（2010年10月22日）
- 愛の言霊ツインパック（2010年10月22日）

### 小説（挿絵）
- 離れずに暖めて（春原いずみ、1997年10月10日、桜桃書房）
- 天使たち（神谷凪、1998年8月22日、オークラ出版）
- 心の闇（日夏塔子、1999年10月25日、新書館）
- 甘い探検（うえだ真由、2000年11月22日、オークラ出版）
- こういうときにそうくるか（五百香ノエル、2001年2月22日、オークラ出版）
- ドンファン（磯崎なお、2001年5月20日、ビブロス）
- 夜と踊ろう（名倉和希、2001年7月20日、ビブロス）
- 魅惑のプリンス（渡海奈穂、2001年11月2日、大洋図書）
- 放蕩長屋の猫（榎田尤利、2001年12月7日、大洋図書）
- 迷い猫（小川いら、2002年9月15日、オークラ出版）
- 恋愛の条件（金田えびな、2003年1月1日、リーフ出版）
- 猫はいつでも甘やかされる（榎田尤利、2003年3月7日、大洋図書）
- 囚われの花びら（高岡ミズミ、2003年3月15日、ハイランド）
- 不純なまなざし（鬼塚ツヤコ、2003年3月25日、プランタン出版）
- こんな男でよかったら（義月粧子、2003年4月20日、ビブロス）
- 夜ごとの花（高岡ミズミ、2003年9月15日、リーフ出版）
- 僕らはキスからはじめよう（池戸裕子、2003年10月1日、小学館）
- ランチタイム・シンデレラ（小川いら、2003年11月22日、オークラ出版）
- 花のように愛は降る（高岡ミズミ、2003年12月15日、リーフ出版）
- 君が想うよりずっと（月上ひなこ、2004年5月22日、オークラ出版）
- 真夜中の匂い（榊花月、2004年8月10日、成美堂出版）
- 僕は君しか愛せない（池戸裕子、2004年11月2日、小学館）
- 雨がやんだら（小川いら、2004年12月13日、フロンティアワークス）
- 今宵、雲の上のキッチンで（ひちわゆか、2005年4月19日、ビブロス）
- 今宵、雲の上のキッチンで 新装版（ひちわゆか、2008年7月18日、リブレ出版）
- 傲慢な愛は台詞にのせて（いおかいつき、2005年5月10日、プランタン出版）
- 50、50（池戸裕子、2005年6月22日、リーフ出版）
- つめたい花（榊花月、2005年10月7日、成美堂出版）
- 野蛮な恋人（成宮ゆり、2006年6月1日、角川書店）
- 昨日の敵は明日の恋人（綺月陣、2006年6月9日、プランタン出版）
- あなたの花になりたい（高岡ミズミ、2006年10月15日、リーフ出版）
- ワイルドでいこう（高岡ミズミ、2006年10月27日、徳間書店）
- 純情な恋人（成宮ゆり、2006年11月1日、角川書店）
- 侵せない繭（かのえなぎさ、2006年12月10日、ワンツーマガジン社）
- ふしだらな微熱（藤森ちひろ、2007年2月19日、リブレ出版）
- メビウスの恋人（火崎勇、2007年3月27日、徳間書店）
- 恋は憂鬱で出来ている（きたざわ尋子、2007年12月19日、白泉社）
- 猫は幸福で出来ている（きたざわ尋子、2008年6月19日、白泉社）
- 溺れる純愛（杏野朝水、2008年7月28日、海王社）
- 銀薔桜の徒花（愁堂れな、2009年10月23日、オークラ出版）
- ブラザーコンプレックス（洸、2010年6月11日、心交社）
- 夜ごとの花（高岡ミズミ、2010年9月15日、幻冬舎）